# Трилемма Льюиса
Трилемма Льюиса — рассуждение в апологетике, целью которого является доказательство божественности Христа, сводящееся к тому, что существует только три взаимоисключающих варианта («трилемма»): Либо Христос является Богом, либо злодеем, либо безумцем (англ. Mad, Bad, or God), так что для христиан выбора нет (в частности, логически невозможной является позиция «Христос был великим учителем-человеком»). Аргументация названа по имени популяризовавшего её К. Льюиса.
Высказывание является самым известным и спорным из утверждений Льюиса в области теологии, хотя сам Льюис не употреблял слова «трилемма» и не использовал провокационных формулировок вроде англ. «Lord/Liar/Lunatic».

## Источник
У Льюиса в книге «Просто христианство» (1952) аргумент приводится в контексте полемики с воображаемым оппонентом, который согласен с тем, что Христос был великим человеческим учителем морали, но не принимает Его утверждений о божественности (англ. I’m ready to accept Jesus as a great moral teacher, but I don’t accept his claim to be God.):
|  | Обычный человек, который скажет то, что говорил Иисус, не может быть великим учителем морали. Он будет либо воистину сумасшедшим (на уровне человека, вообразившего себя яйцом пашот), либо дьяволом во плоти. Вам надо сделать выбор. Или этот человек и есть Сын Божий, или он сумасшедший, или нечто ещё худшее. Его можно игнорировать как глупца, можно плевать на Него и убивать, как демона, или надо пасть к Его ногам и назвать Его Господом и Богом. Но давайте не сочинять покровительственный вздор о великом человеческом учителе морали. |

## Критика
Тезис подвергается критике по аналогии с «ложной дилеммой»: по мнению критиков, посылки не исчерпывают всех возможностей. Например, Льюис якобы не учитывает возможности того, что сам Иисус не делал приписываемых ему утверждений или того, что в остальном этически безупречный человек может заблуждаться по одному поводу (ср. Уильямс 2012, сам Уильямс не разделяет позиции критиков). 
Христианский богослов Алистер Макграт считает триллему Льюиса «слабым аргументом», поскольку в ней не учтены следующие альтернативы: «Иисус был религиозным лидером и мучеником, а любившие его ученики впоследствии его обожествили»;  «Иисус не был ни сумасшедшим, ни дьяволом, но тем не менее он заблуждался насчет собственной природы».